# Thitu
Thitu (ve filipínštině též znám jako Pulo ng Pag-asa, vietnamsky Đảo Thị Tứ, čínsky 中业岛/中業島, Čung-jie Tao) je ostrov v souostroví Spratlyho ostrovy v Jihočínském moři. Má rozlohu zhruba 37,2 hektarů, což z něj činí druhý největší ostrov v souostroví Spratlyho ostrovy, po ostrově Itu Aba. Ostrov se nachází zhruba 500 km od přístavu Puerto Princesa na Palawanu, v nejbližším okolí od Thitu leží útes North Danger (severně), útes Subi (západně) a ostrovy Loaita a Tizard (jižně). Ostrov je nízko položený, převážně písečný s porostem stromů a keřů. V okolí se nachází mnoho korálových útesů a vraků lodí.
Celé Spratlyho ostrovy jsou předmětem územního sporu mezi více státy. Ostrov Thitu je nárokován Filipínami, Čínou (ČLR), Tchaj-wanem (Čínská republika) a Vietnamem, je ale ovládán Filipínami. Na Thitu se nachází sídlo filipínské obce Kalayaan, pod kterou Filipíny řadí kromě Thitu i několik dalších ostrůvků v okolí.
Na ostrově Thitu žije zhruba 200 obyvatel. Je to jediný ze Spratlyho ostrovů, který je trvale obydlen civilním obyvatelstvem (na ostatních ostrovech žije pouze vojenský personál nebo turisté).

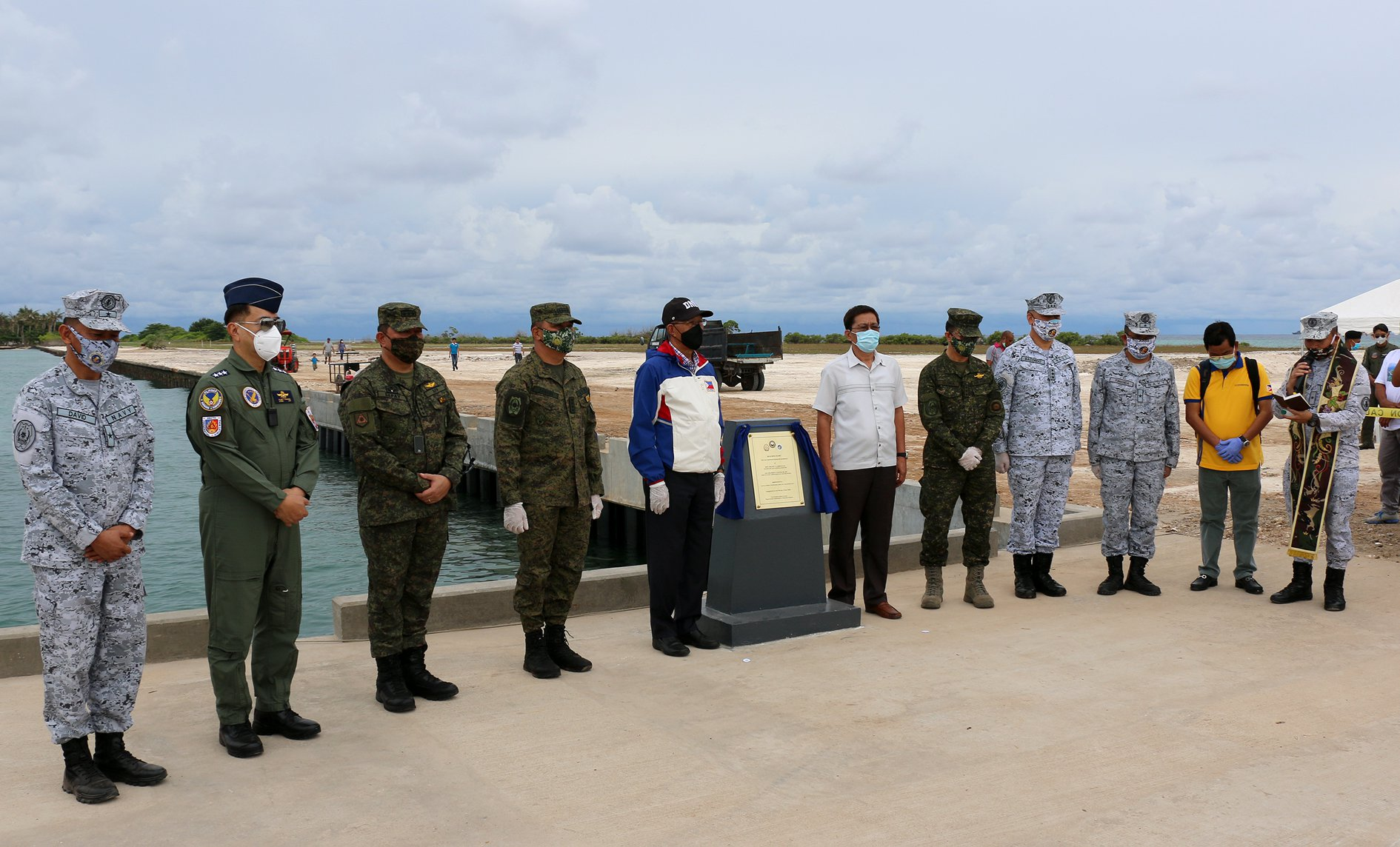
Filipínští vojáci u rampy v přístavu na Thitu

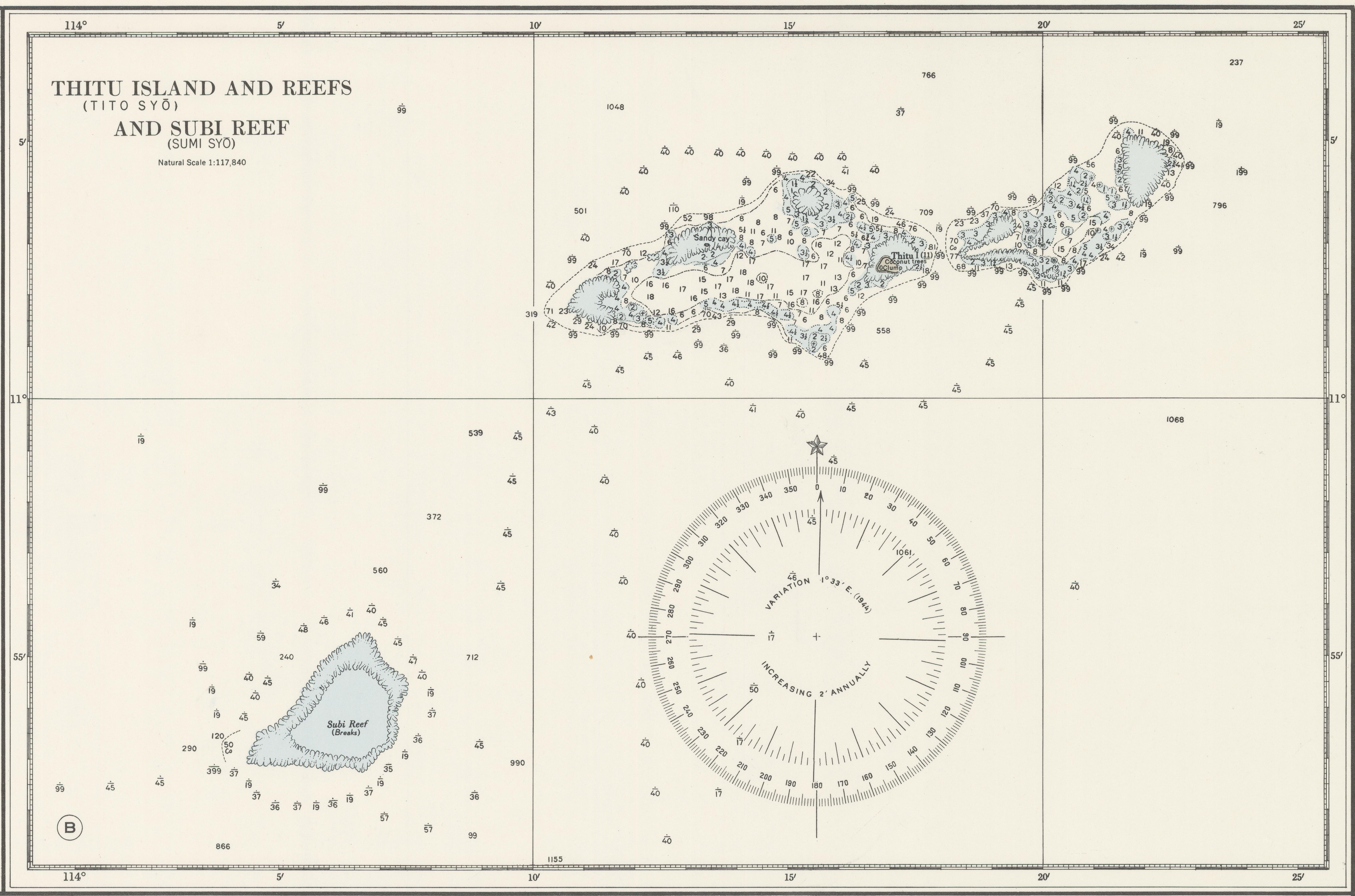
Námořní mapa z roku 1911 zobrazující Thitu a blízké útesy

## Historie
Existují staré záznamy o tom, že byl ostrov obydlen rybářem z Čampy (dnešní Vietnam). V roce 1763 u ostrova ztroskotala britská loď Earl Temple. Ve 30. letech 20. století byli na Spratlyho ostrovy (včetně Thitu) vyslána francouzská vojska, od roku 1933 byl ostrov nárokován Francií, jakožto součást Francouzské Indočíny. Během druhé světové války byl ostrov okupován Japonskem.
Po druhé světové válce, v roce 1945, ostrov získala Čínská republika (Tchaj-wan), která na ostrov vyslala své vojáky a byla zde zřízená malá základna. Brzy poté si ostrov začaly nárokovat také Filipíny a Vietnam, mezi Filipínami a Čínskou republikou došlo i k několika šarvátkám.
V 18. dubna 1971 došlo v oblasti k velkému tajfunu, který zničil čínské vojenské vybavení na Thitu. Čínská republika se proto rozhodla z ostrova stáhnout, velmi brzy poté se ale rozhodla na ostrov i se svým vojenským vybavením vrátit. Filipíny viděly možnost obsadit volné území a 29. července tak učinily. Stejného dne později se také na ostrov vrátila čínská armáda, když zjistila, že je ostrov již obsazen, rozhodla se stáhnout. V roce 1978 prezidentským dekretem Filipíny ostrov anektovaly oficiálně, stejným dekretem byla vytvořena i nová filipínská obec Kalayaan, která zahrnuje Thitu i několik okolních ostrůvků. Na ostrově byla zřízena vojenská základna, krom toho se sem nastěhovalo i filipínské civilní obyvatelstvo. Filipíny drží ostrov dodnes.
Existují návrhy na vytvoření chráněného území na Filipínami ovládaných Spratlyho ostrovech, která mají být spojeny s rozvojem ekoturismu na Thitu i na další ostrovy v okolí.

## Stavby na ostrově
Na ostrově se nachází letiště, vojenské zázemí, přístav filipínského námořnictva, maják a malá naftová elektrárna. Na ostrově bylo také vystavěno malé městečko Kalayaan pro zhruba 200 stálých obyvatel, kteří žijí v několika domech spojených písčitými stezkami. Ze všech Spratylho ostrovů má Thitu nejvíce zařízení pro civilní obyvatelstvo, jako je radnice, policejní stanice nebo nemocnice. Za zmínku stojí také biologická výzkumná stanice a malý zemědělský prostor, kde si místní obyvatelé mohou pro svou potřebu pěstovat plodiny nebo chovat domácí zvířata (prasata, kozy a kuřata).
Kostel na Thitu je momentálně ve výstavbě.